# Šarika
Šarika je  žensko osebno ime.

## Izvor imena
Ime Šarika je različica imena Sara. Ime Sara, ki je tudi madžarsko ime ima ljubkovalno izpeljanko Sárika, iz tega pa izvira prekmurska izpeljanka Šarika. (več krstnih imen je prišel iz madžarščine v prekmurščini)

## Pogostost imena
Po podatkih Statističnega urada Republike Slovenije je bilo na dan 31. decembra 2007 v Sloveniji število ženskih oseb z imenom Šarika: 78. Med vsemi ženskimi imeni pa je ime Šarika po pogostosti uporabe uvrščeno na 681. mesto.

## Osebni praznik
V koledarju je ime Šarika skupaj s Saro, ki goduje 13. julij.